# 第40回全国高等学校ラグビーフットボール大会
第40回全国高等学校ラグビーフットボール大会（だい40かいぜんこくこうとうがっこうラグビーフットボールたいかい）は、1961年（昭和36年）1月1日から9日まで西宮球技場で行われた全国高等学校ラグビーフットボール大会である。優勝校は、秋田県の秋田工業高校（11回目の優勝)。

## 概要
- 今大会で第40回目の大会になったことを記念し、優勝旗を新しく作られて、またこの旗は飛球の旗と呼ばれるようになる。

## 日程
- 1月1日 1回戦
- 1月3日 2回戦
- 1月5日 準々決勝
- 1月7日 準決勝
- 1月9日 決勝

## 出場校
- 北北海道 北見北斗 （7年連続11回目）
- 南北海道 北海 （2年連続5回目）
- 東奥羽 盛岡工（岩手県） （11年連続11回目）
- 西奥羽 秋田工（秋田県） （15年連続27回目）
- 南東北 平工（福島県） （2年連続3回目）
- 東関東 水戸農（茨城県） （5年連続6回目）
- 北関東 高崎（群馬県） （4年ぶり4回目）
- 南関東 日川（山梨県） （初出場）
- 東京都 京王 （2年ぶり2回目）
- 東京都 城北 （4年ぶり2回目）
- 神奈川 慶應  （9年連続19回目）
- 北陸 富山工（富山県） （2年連続2回目）
- 東中部 飯田（長野県） （3年ぶり2回目）
- 愛知 西陵商 （5年連続5回目）
- 三岐 岐阜工（岐阜県） （2年連続2回目）
- 京滋 洛北（京都府） （3年連続4回目）

- 大阪府 興國商 （2年連続2回目）
- 大阪府 四条畷 （4年連続6回目）
- 兵庫 村野工 （2年連続7回目）
- 奈良 天理 （6年連続18回目）
- 和歌山 和歌山 （2年ぶり3回目）
- 東中国 崇徳（広島県） （10年ぶり10回目）
- 西中国 山口水産（山口県） （3年連続4回目）
- 北四国 新田（愛媛県） （4年連続5回目）
- 南四国 城東（徳島県） （5年連続5回目）
- 福岡県 福岡工 （2年ぶり5回目）
- 福岡県 福岡 （3年連続23回目）
- 西九州 長崎工（長崎県） （2年ぶり3回目）
- 熊本 熊本工 （10年連続11回目）
- 大分 大分舞鶴 （3年連続4回目）
- 南九州 大口（鹿児島県）（初出場）
- 前年度優勝校:保善（東京都）（8年連続12回目）

## 試合時間
全試合25分ハーフ。同点の場合は抽選にて次回進出校を決める。

## 試合

### 1回戦
- 北見北斗 11 - 3 徳島城東
- 保善 20 - 3 大口
- 西陵商 25 - 0 和歌山
- 天理 10 - 0 日川
- 熊本工 6 - 3 城北
- 四条畷 12 - 0 岐阜工
- 新田 22 - 10 富山工
- 山口水産 12 - 5 高崎

- 水戸農 0 - 0 福岡（抽選で水戸農）が勝ち抜け
- 慶應 18 - 9 大分舞鶴
- 洛北 3 - 0 北海
- 盛岡工 8 - 3 村野工
- 京王 10 - 0 崇徳
- 長崎工 14 - 5 飯田
- 平工 9 - 8 興国商
- 秋田工 6 - 3 福岡工

### 2回戦
- 保善 18 - 0 北見北斗
- 西陵商 6 - 0 天理
- 四条畷 14 - 3 熊本工
- 新田 22 - 3 山口水産

- 慶應 15 - 0 水戸農
- 洛北 8 - 0 盛岡工
- 京王 9 - 0 長崎工
- 秋田工 30 - 0 平工

### 準々決勝
- 保善 11 - 0 西陵商
- 新田 16 - 0 四条畷

- 慶應 13 - 3 洛北
- 秋田工 14 - 3 京王

### 準決勝
- 保善 8 - 3 新田
- 秋田工 19 - 3 慶應

### 決勝
秋田工が2年ぶり11回目の優勝を果たした。
- 秋田工 13 - 6 保善